# Zanaka
Albums de Jain
Souldier
(2018)
Singles
1. Come
Sortie : 2015
2. Makeba
Sortie : 2015
3. Dynabeat
Sortie : 2017

Zanaka est le premier album de la chanteuse française Jain, sorti le 6 novembre 2015.
Il contient des musiques extraites de son premier EP Hope, dont le titre Come. Il est certifié disque de diamant en France en décembre 2018.

## Contexte
Jain travaille sur l'album principalement avec Yodelice, ainsi qu'avec le tromboniste Stéphane Montigny. L'album est produit par Yodelice, et enregistré dans les studios de son label Spookland. 
L'album est constitué de musiques composées par Jain sept ans avant sa sortie comme Come et de musiques plus récentes comme Makeba. L'idée de faire un album date de 2011 : « L’album, ça fait quatre ans que j’y pense. J’ai commencé à y réfléchir en entrant dans ma prépa d’Arts, que ce soit au niveau de l’image, de tout, j’ai essayé de faire quelque chose d’homogène. » L'album est pop mais révèle aussi l'influence de l'Afrique sur la musique de Jain, qui a composé ses premières chansons pendant son adolescence au Congo,.

## Sortie
Zanaka sort le 6 novembre 2015 après le succès français du single Come.
Le 25 novembre 2016 sort une réédition « Deluxe » de Zanaka. Cette édition comprend les chansons inédites City, Son of a Sun, Dynabeat, deux remixes de Come et un remix de Makeba. Ces six titres sont également disponibles en tant qu'EP sur les plate-formes d'écoute en ligne sous le titre « Zanaka - EP ».

## Caractéristiques artistiques

### Titre et pochette
Le titre de l'album, Zanaka, est un mot malgache signifiant « enfant », cela rappelle les origines métissées de la mère de l'artiste.
La pochette de l'album montre une photo de Jain avec six bras, vêtue de sa petite robe noire et blanche caractéristique. Ceci reprend en fait la pochette réalisée par la chanteuse pour Hope, son premier EP.
La pochette de l'édition Deluxe est différente par rapport à la version standard.

### Clips
Come rencontre un grand succès en France avec son clip réalisé par Greg & Lio. La vidéo comprend des références à l’œuvre du peintre René Magritte.
Le clip a été tourné dans la Maison Louis Carré de l'architecte finlandais Alvar Aalto.
Les clips de Makeba et Dynabeat sont également réalisés par Greg & Lio.

## Liste des pistes
Toutes les chansons sont écrites et composées par Jain, sauf mention contraire.
| No  | Titre                                          | Durée |
| --- | ---------------------------------------------- | ----- |
| 1.  | Come                                           | 2:42  |
| 2.  | Heads Up                                       | 3:31  |
| 3.  | Mr Johnson                                     | 3:03  |
| 4.  | Lil Mama (Donovan Bennett, Jain, Sean Roberts) | 2:38  |
| 5.  | Hope                                           | 3:14  |
| 6.  | All My Days                                    | 3:47  |
| 7.  | Hob                                            | 2:25  |
| 8.  | Makeba                                         | 4:09  |
| 9.  | You Can Blame Me                               | 3:45  |
| 10. | So Peaceful                                    | 3:59  |

| 11. | City                        | 3:16 |
| 12. | Son of a Sun                | 3:31 |
| 13. | Dynabeat                    | 2:52 |
| 14. | Come (extended version)     | 4:47 |
| 15. | Come (Femi Kuti remix)      | 2:48 |
| 16. | Makeba (Dirty Ridin' remix) | 4:03 |

## Personnel
- Jain : programmation rythmique (1, 2, 3, 5 à 8), guitare sur All my Days et Hob, claviers (3, 5, 8, 12 et 13), production sur Dynabeat
- Yodelice (sauf Lil Mama) : basse (1, 2, 3, 5, 7, 8, 10, 11 et 12), guitare, clavier (1, 2, 7, 9, 10 et 11), production (sauf Dynabeat), arrangements, enregistrement, ingénieur du son, mixage
- Stéphane Montigny : trombone (1, 2, 3, 5, 8, 9, 10)
- Donovan Bennett (sur Lil Mama) : guitare, basse, claviers, production, enregistrement, ingénieur du son, mixage
- Matthew Desrameaux : mixage sur Lil Mama
- Sly and Robbie : basse et batterie sur You Can Blame Me

## Réception

### Classements hebdomadaires
| Classement (2015-2017)         | Meilleure position |
| ------------------------------ | ------------------ |
| Belgique (Flandre Ultratop)    | 95                 |
| Belgique (Wallonie Ultratop)   | 4                  |
| Canada (Canadian Albums Chart) | 51                 |
| Espagne (Promusicae)           | 68                 |
| France (SNEP)                  | 5                  |
| Suisse (Schweizer Hitparade)   | 17                 |
| Italie (FIMI)                  | 74                 |

### Classements annuels
| Classement (2015) | Meilleure position |
| ----------------- | ------------------ |
| France (SNEP)     | 144                |

| Classement (2016) | Meilleure position |
| ----------------- | ------------------ |
| France (SNEP)     | 14                 |

### Certifications
| Pays                  | Certifications | Unités certifiées |
| --------------------- | -------------- | ----------------- |
| Canada (Music Canada) | Or             | 40 000            |
| France (SNEP)         | Diamant        | 500 000           |
| Suisse (IFPI Suisse)  | Or             | 10 000            |

En France, Zanaka est certifié disque d'or (50 000 exemplaires vendus) en février 2016, disque de platine (100 000 exemplaires vendus) en mai 2016, puis disque de diamant (500 000 exemplaires vendus) en décembre 2018, il s'est vendu à 700 000 exemplaires depuis sa sortie,.
Il est nommé dans la catégorie « Album révélation » aux Victoires de la musique.